# Charlotte-Sibylle d'Ahlefeld
Charlotte-Sibylle d'Ahlefeld, née le 21 août 1672 à Copenhague (Danemark) et morte le 17 février 1726 à Francfort-sur-le-Main, est une femme de la noblesse allemande.

## Biographie
Fille du comte Frédéric d'Ahlefeld-Rixingen et de son épouse Marie-Elisabeth de Leiningen-Hartenbourg-Dagsbourg de Saargau, elle se marie le 12 janvier 1696 au comte Louis de Solms-Rödelheim à Hambourg,.

## Famille
Charlotte-Sibylle a une sœur, Sophie-Amélie d'Ahlefeldt, née en 1675 et morte en 1741, et un frère, Charles d'Ahlefeld, né en 1670 et mort en 1722.
Ses grands-parents paternel sont le comte  Frédéric d'Ahlefeld (1594-1657) et son épouse Brigitte d'Ahlefeld (1600-1632). Ses grands-parents maternel sont le comte de Leiningen-Hartenbourg-Dagsbourg Frédéric-Ernich de Leiningen-Hartenbourg-Dagsbourg de Saargau (1621-1698) et son épouse Sibylle de Waldeck-Wildungen de Waldeck (1619-1678).

## Descendance
Charlotte-Sibylle donna naissance à cinq enfants:
- Frédéric-Auguste-Charles (1696-1716)
- Marie-Sophie Wilhelmine (1698-1766)
- Louise-Charlotte-Ernestine (1700-1703)
- Catherine-Polyxène de Solms-Rödelheim de Solms (1702-1765)
- Lothaire-Guillaume-Ernest de Solms-Rödelheim de Solms, comte de Solms-Rödelheim (1703-1722)